# Dahraz
Dahraz est un village de la région de Khodjaly en Azerbaïdjan.

## Population
Elle compte 8 habitants en 2005.